# 寸金草
寸金草（学名：Clinopodium megalanthum），为唇形科风轮菜属下的一个植物变种。生长于云南，四川南部及西南部，湖北西南部及贵州北部。常见于海拔1300-3200米的山坡、草地、路旁、灌丛中及林下。可做药用，治疗牙痛、小儿疳积、风湿跌打、消肿活血。

## 别名
麻布草、山夏枯草（云南昆明），灯笼花（云南维西），蛇床子、土白芷、莲台夏枯草（云南曲靖），盐烟苏（四川会东）

## 变型
可分为两种变形：一种是原变型（f. lancifolium），一种是近无毛变型（f. subglabrum）。